# Del Wilson-trófea
A Del Wilson-trófea egy díj, melyet az észak-amerikai Western Hockey League junior jégkorongligában adnak át a legjobb kapusnak a szezon végén. A trófeát az 1974-es Memorial-kupa győztes Regina Pats GM-jéről, Del Wilsonról nevezték el.

## A díjazottak
- A kékkel jelölt játékosok a CHL az év kapusa díjat is elnyerték.

| Év         | Játékos                                | Csapat                                 |
| ---------- | -------------------------------------- | -------------------------------------- |
| 2014–2015  | Taran Kozun                            | Seattle Thunderbirds                   |
| 2013–2014  | Jordon Cooke                           | Kelowna Rockets                        |
| 2012–2013  | Patrik Bartošák                        | Red Deer Rebels                        |
| 2011–2012  | Tyler Bunz                             | Medicine Hat Tigers                    |
| 2010–2011  | Darcy Kuemper                          | Red Deer Rebels                        |
| 2009–2010  | Martin Jones                           | Calgary Hitmen                         |
| 2008–2009  | Chet Pickard                           | Tri-City Americans                     |
| 2007–2008  | Chet Pickard                           | Tri-City Americans                     |
| 2006–2007  | Carey Price                            | Tri-City Americans                     |
| 2005–2006  | Justin Pogge                           | Calgary Hitmen                         |
| 2004–2005  | Jeff Glass                             | Kootenay Ice                           |
| 2003–2004  | Cam Ward                               | Red Deer Rebels                        |
| 2002–2003  | Josh Harding                           | Regina Pats                            |
| 2001–2002  | Cam Ward                               | Red Deer Rebels                        |
| 2000–2001  | Dan Blackburn                          | Kootenay Ice                           |
| 1999–2000  | Bryce Wandler                          | Swift Current Broncos                  |
| 1998–1999  | Cody Rudkowsky                         | Seattle Thunderbirds                   |
| 1997–1998  | Brent Belecki                          | Portland Winter Hawks                  |
| 1996–1997  | Brian Boucher                          | Tri-City Americans                     |
| 1995–1996  | David Lemanowicz                       | Spokane Chiefs                         |
| 1994–1995  | Paxton Schafer                         | Medicine Hat Tigers                    |
| 1993–1994  | Norm Maracle                           | Saskatoon Blades                       |
| 1992–1993  | Trevor Robins                          | Brandon Wheat Kings                    |
| 1991–1992  | Corey Hirsch                           | Kamloops Blazers                       |
| 1990–1991  | Jamie McLennan                         | Lethbridge Hurricanes                  |
| 1989–1990  | Trevor Kidd                            | Brandon Wheat Kings                    |
| 1988–1989  | Danny Lorenz                           | Seattle Thunderbirds                   |
| 1987–1988  | Troy Gamble                            | Spokane Chiefs                         |
| 1986–19871 | (Nyugat) Dean Cook (Kelet) Kenton Rein | Kamloops Blazers Prince Albert Raiders |
| 1985–1986  | Mark Fitzpatrick                       | Medicine Hat Tigers                    |
| 1984–1985  | Troy Gamble                            | Medicine Hat Tigers                    |
| 1983–1984  | Ken Wregget                            | Lethbridge Hurricanes                  |
| 1982–1983  | Mike Vernon                            | Calgary Wranglers                      |
| 1981–1982  | Mike Vernon                            | Calgary Wranglers                      |
| 1980–1981  | Grant Fuhr                             | Victoria Cougars                       |
| 1979–1980  | Kevin Eastman                          | Victoria Cougars                       |
| 1978–1979  | Rick Knickle                           | Brandon Wheat Kings                    |
| 1977–1978  | Bart Hunter                            | Portland Winter Hawks                  |
| 1976–1977  | Glen Hanlon                            | Brandon Wheat Kings                    |
| 1975–1976  | Carey Walker                           | New Westminster Bruins                 |
| 1974–1975  | Bill Oleschuk                          | Saskatoon Blades                       |
| 1973–1974  | Garth Malarchuk                        | Calgary Centennials                    |
| 1972–1973  | Ed Humphreys                           | Saskatoon Blades                       |
| 1971–1972  | John Davidson                          | Calgary Centennials                    |
| 1970–1971  | Ed Dyck                                | Calgary Centennials                    |
| 1969–1970  | Ray Martyniuk                          | Flin Flon Bombers                      |
| 1968–1969  | Ray Martyniuk                          | Flin Flon Bombers                      |
| 1967–1968  | Chris Worthy                           | Flin Flon Bombers                      |
| 1966–1967  | Ken Brown                              | Moose Jaw Warriors                     |

1Ebben az évben a WHL keleti és nyugati konferenciája külön adtak ki a trófeát.